# Rhodonessa caryophyllacea
El pato cabecirrosa, pato de cabeza rosada o pato cabeza rosada (Rhodonessa caryophyllacea) es una especie de ave anseriforme de la familia Anatidae que habitaba en el subcontinente indio. Está probablemente extinta, ya que su último avistamiento seguro fue en 1949.
Un análisis filogenético mostró que estaba estrechamente emparentado con el pato colorado europeo (Netta rufina), por lo que en ocasiones es incluido en el mismo género que este.